# Merkwiller-Pechelbronn
Merkwiller-Pechelbronn (en alsacien Merikwiller-Beschelbrunn, en allemand Merkweiler-Pechelbronn), est une commune française située dans la circonscription administrative du Bas-Rhin et, depuis le 1er janvier 2021, dans le territoire de la Collectivité européenne d'Alsace, en région Grand Est.
Cette commune se trouve dans la région historique et culturelle d'Alsace.

## Géographie

### Localisation
Merkwiller-Pechelbronn fait partie de la région naturelle d'Outre-Forêt.
La commune est à 2,4 km de Preuschdorf, 2,6 de Kutzenhausen, 3,6 de Lobsann et 4,3 de Dieffenbach-lès-Woerth.
| Preuschdorf           |                        | Lobsann      |
|                       | Merkwiller-Pechelbronn |              |
| Dieffenbach-lès-Wœrth |                        | Kutzenhausen |

### Géologie et relief
La commune se compose de 65,94 hectares de territoires artificialisés (17,44 %), 211,89 hectares de territoires agricoles (56,06 %) et 99,98 hectares de forêts et milieux semi-naturels (26,45 %).
Espaces naturels :
- Trois espaces protégés hors Natura 2000 : Vosges Du Nord :

Réserve de Biosphère, zone tampon,
Réserve de Biosphère, zone de transition,
Parc naturel régional.
- Un espace protégé Natura 2000 :

Forêt de Haguenau.
- Inventaire national du patrimoine géologique :

Le Champ pétrolifère et son musée à Merkwiller-Péchelbronn.
La commune est située dans le parc naturel régional des Vosges du Nord.
Avec le relèvement des reliefs bordiers et l'abaissement du fossé rhénan au Cénozoïque, les produits de l'érosion servent à combler le fossé, en particulier les marnes bitumineuses (improprement appelées schistes bitumineux) du Jurassique. Ces derniers, qui se retrouvent au fond d'un lac, et, en conjonction avec le plancton évoluant à la surface, ont produit du pétrole.
Formations géologiques du territoire communal présentes à l'affleurement ou en subsurface

### Hydrographie et les eaux souterraines
Hydrogéologie et climatologie : Système d’information pour la gestion des eaux souterraines en Seine-Normandie :
Territoire communal : Occupation du sol (Corinne Land Cover); Cours d'eau (BD Carthage),
Géologie : Carte géologique; Coupes géologiques et techniques,
 Hydrogéologie : Masses d'eau souterraine; BD Lisa; Cartes piézométriques.
La commune est dans le bassin versant du Rhin au sein du bassin Rhin-Meuse. Elle est drainée par le ruisseau le Seltzbach, le ruisseau le Sumpfgraben et le ruisseau le Fussel,,.
Le Seltzbach, d'une longueur de 33 km, prend sa source dans la commune de Gœrsdorf et se jette  dans la Sauer à Seltz, après avoir traversé 14 communes.

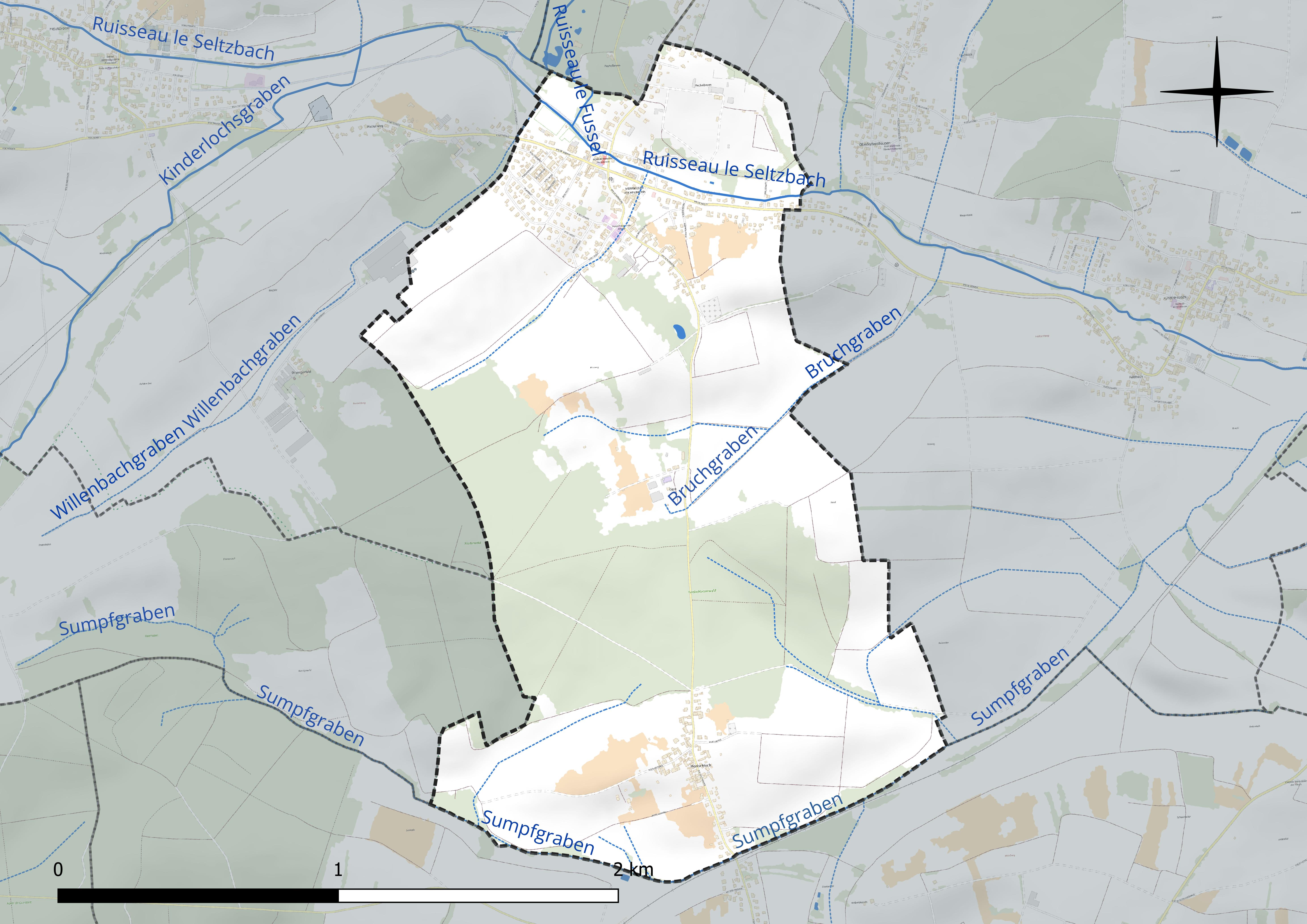
Réseau hydrographique de Merkwiller-Pechelbronn.

### Climat
Pour des articles plus généraux, voir Climat du Grand Est et Climat du Bas-Rhin.
En 2010, le climat de la commune est de type climat des marges montargnardes, selon une étude du Centre national de la recherche scientifique s'appuyant sur une série de données couvrant la période 1971-2000. En 2020, Météo-France publie une typologie des climats de la France métropolitaine dans laquelle la commune est exposée à un climat semi-continental et est dans une zone de transition entre les régions climatiques « Vosges » et « Alsace ».
Pour la période 1971-2000, la température annuelle moyenne est de 10,5 °C, avec une amplitude thermique annuelle de 17,8 °C. Le cumul annuel moyen de précipitations est de 824 mm, avec 10,6 jours de précipitations en janvier et 10,3 jours en juillet. Pour la période 1991-2020, la température moyenne annuelle observée sur la station météorologique de Météo-France la plus proche, « Preuschdorf », sur la commune de Preuschdorf à 2 km à vol d'oiseau, est de 11,3 °C et le cumul annuel moyen de précipitations est de 834,2 mm. 
La température maximale relevée sur cette station est de 39,8 °C, atteinte le 4 juillet 2015 ; la température minimale est de −19,9 °C, atteinte le 8 janvier 1985,,.
Les paramètres climatiques de la commune ont été estimés pour le milieu du siècle (2041-2070) selon différents scénarios d'émission de gaz à effet de serre à partir des nouvelles projections climatiques de référence DRIAS-2020. Ils sont consultables sur un site dédié publié par Météo-France en novembre 2022.

## Urbanisme

### Typologie
Au 1er janvier 2024, Merkwiller-Pechelbronn est catégorisée bourg rural, selon la nouvelle grille communale de densité à sept niveaux définie par l'Insee en 2022.
Elle est située hors unité urbaine. Par ailleurs la commune fait partie de l'aire d'attraction de Haguenau, dont elle est une commune de la couronne,. Cette aire, qui regroupe 34 communes, est catégorisée dans les aires de 50 000 à moins de 200 000 habitants,.

### Occupation des sols
L'occupation des sols de la commune, telle qu'elle ressort de la base de données européenne d’occupation biophysique des sols Corine Land Cover (CLC), est marquée par l'importance des territoires agricoles (56 % en 2018), en diminution par rapport à 1990 (57,7 %). La répartition détaillée en 2018 est la suivante : terres arables (42,3 %), forêts (26,5 %), zones urbanisées (17,5 %), cultures permanentes (6,9 %), prairies (6,9 %). L'évolution de l’occupation des sols de la commune et de ses infrastructures peut être observée sur les différentes représentations cartographiques du territoire : la carte de Cassini (XVIIIe siècle), la carte d'état-major (1820-1866) et les cartes ou photos aériennes de l'IGN pour la période actuelle (1950 à aujourd'hui).

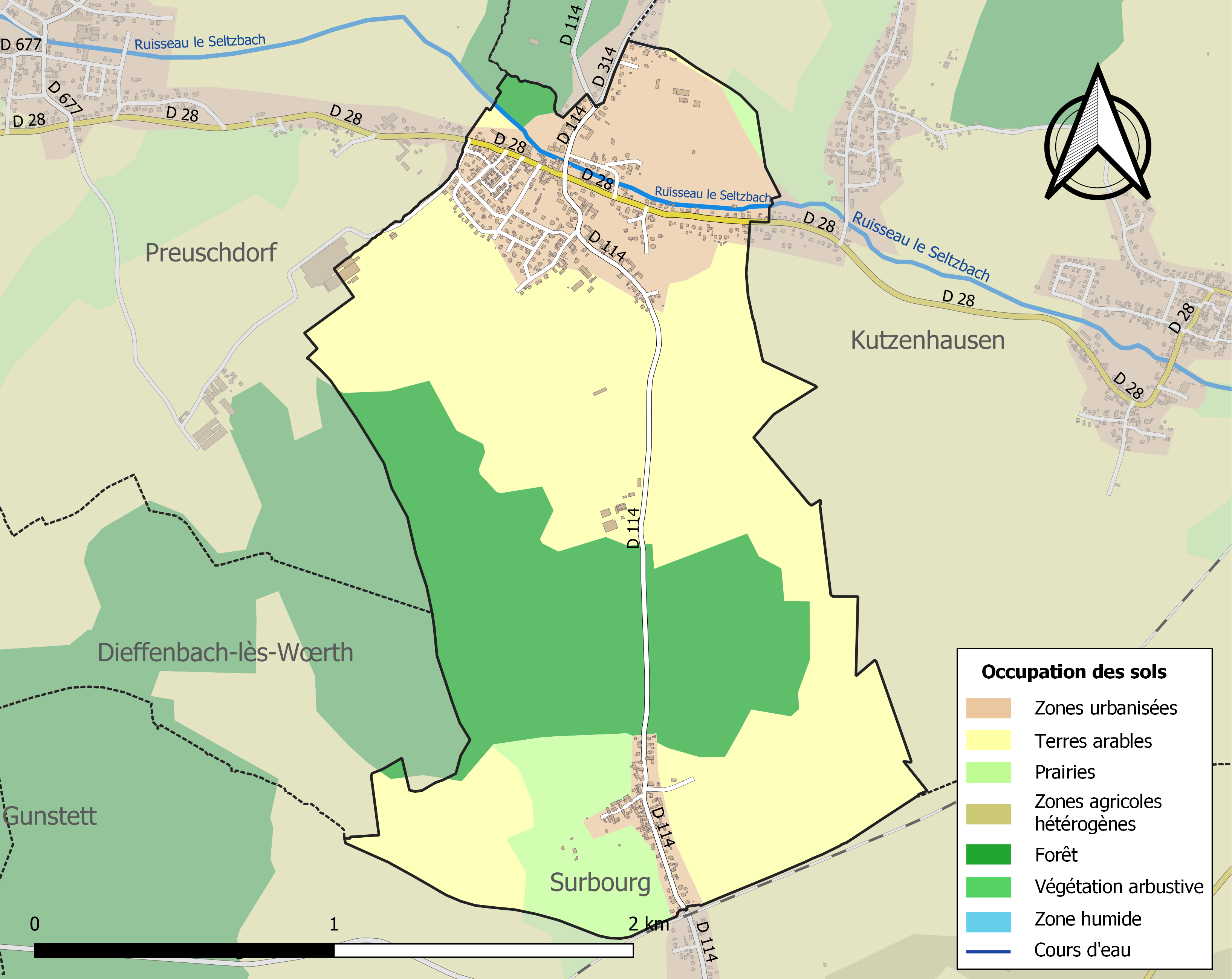
Carte des infrastructures et de l'occupation des sols de la commune en 2018 (CLC).

Le plan local d'urbanisme intercommunal Pechelbronn dont la procédure a été approuvée le 23 mai 2019.

### Voies de communications et transports
- D 314 vers Lobsann.
- D 28 vers Preuschdorf, Soultz-sous-Forêts.

#### SNCF

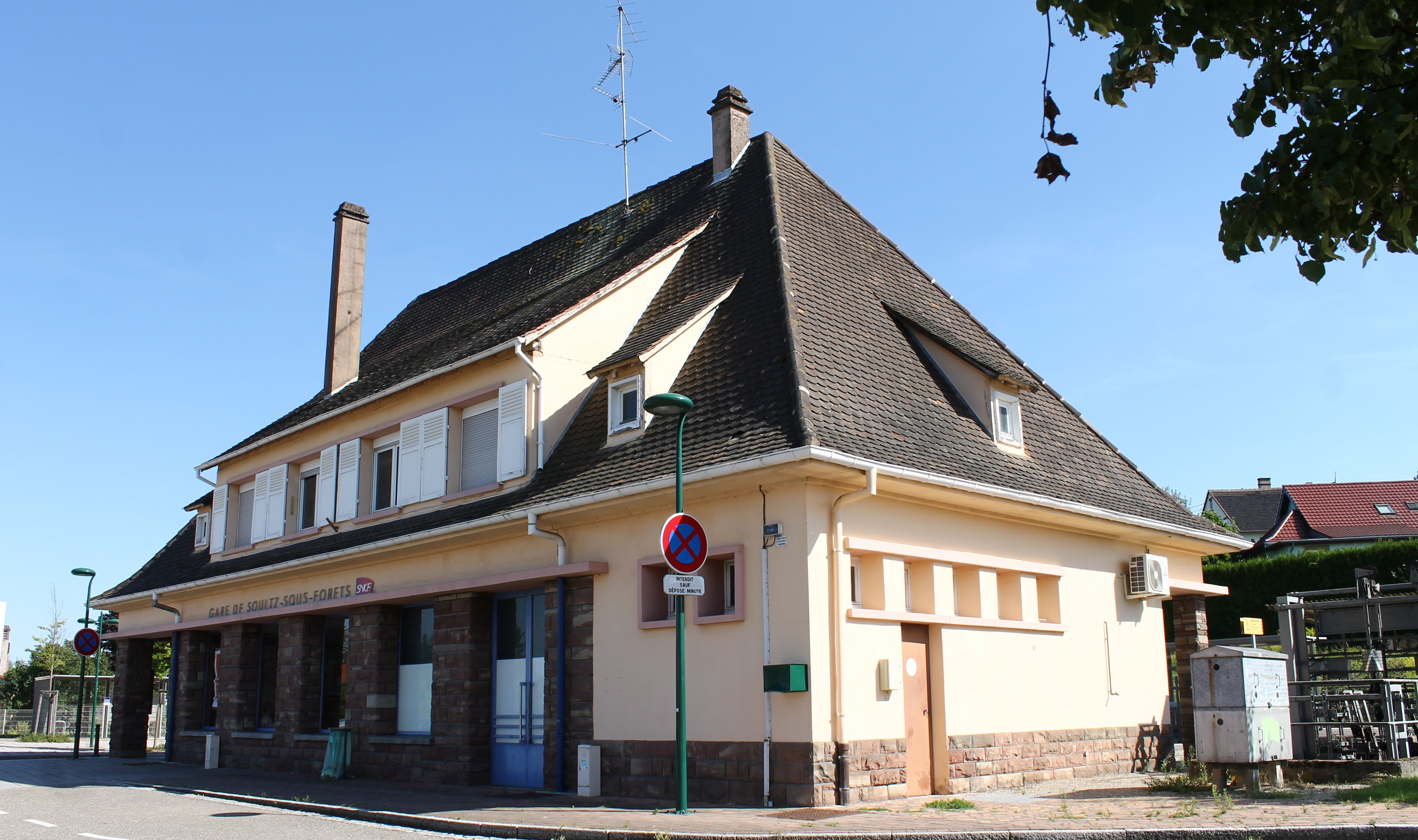
Gare de Soultz-sous-Forêts.

- Gare de Hoelschloch,
- Gare de Soultz-sous-Forêts,
- Gare de Walbourg,
- Gare de Hoffen,
- Gare de Hunspach.

### Risques majeurs

#### Sismicité
Commune située dans une zone de sismicité 3, correspondant à une sismicité modérée.

## Toponymie
Le nom Pechelbronn est dérivé d'une source naturelle du pétrole. Allemand “bronn” est une variante de “brunnen” , que dit « fontaine » (en comparison Heilbronn, « fontaine de la santé »). Et “pech” dit « poix  », les deux dérivés du latin « pix », à la même signification.

## Histoire
Première mention de la localité en 742, la commune de Merkwiller est née en 1888 à partir de celle de Kutzenhausen. Son nom actuel de Merkwiller-Pechelbronn a été officialisé en 1922.
Le bourg de Hoelschloch y est rattaché.
Elle est connue pour son exploitation pétrolière qui a duré de 1740 à 1970.

### De la découverte du pétrole à son exploitation

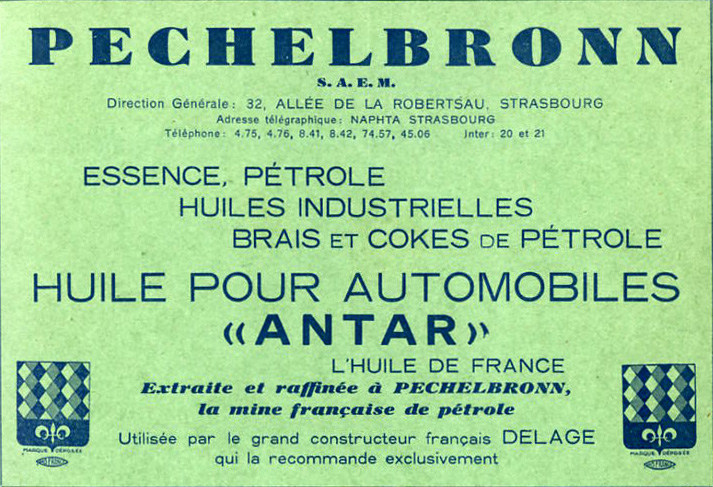
Publicité (La Vie en Alsace, 1933).

Pechelbronn est l'un des premiers gisements de pétrole au monde à être exploité (par un système de galeries souterraines et non de puits de forage), de sa fondation en 1740 par Louis Pierre Ancillon de la Sablonnière au 31 décembre 1964, date de la fermeture définitive de l'exploitation. Le pays était alors connu sous le nom de « Karichschmiermann land » (pays du marchand ambulant de graisse minérale qui avec sa brouette vendait ce produit servant à graisser les essieux).

### La reconversion industrielle
Depuis 1970, c'est l'État français qui a la responsabilité de sécuriser les friches industrielles (terrils, galeries et puits) héritées de l'exploitation minière.

## Politique et administration

### Élections municipales et communautaires

#### Liste des maires
| Période                                  | Période                   | Identité                                            | Étiquette | Qualité                                        |
| ---------------------------------------- | ------------------------- | --------------------------------------------------- | --------- | ---------------------------------------------- |
| Les données manquantes sont à compléter. |                           |                                                     |           |                                                |
| mars 2001                                | 2014                      | Paul Schiellein                                     |           |                                                |
| 2014                                     | En cours (au 31 mai 2020) | Dominique Schneider, Réélu pour le mandat 2020-2026 |           | Cadre administratif et commercial d'entreprise |

## Finances communales

### Budget et fiscalité 2023

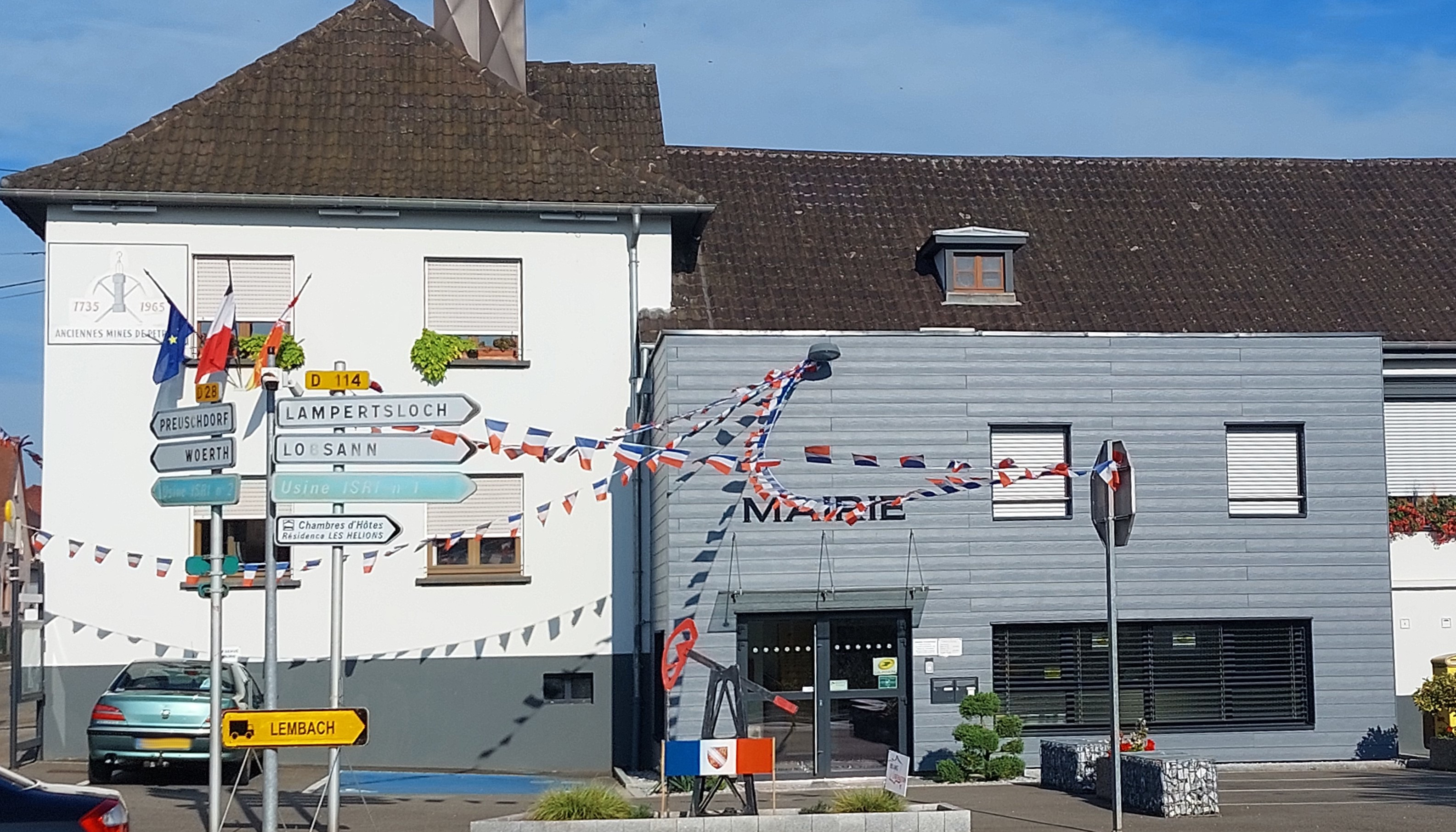
Mairie de Merkwiller-Pechelbronn.

File:Merkwiller-Pechelbronn mairie.jpg
En 2023, le budget de la commune était constitué ainsi :
- total des produits de fonctionnement : 670 000 €, soit 711 € par habitant ;
- total des charges de fonctionnement : 543 000 €, soit 576 € par habitant ;
- total des ressources d'investissement : 271 000 €, soit 287 € par habitant ;
- total des emplois d'investissement : 1 337 000 €, soit 1 420 € par habitant ;
- endettement : 1 014 000 €, soit 1 076 € par habitant.

Avec les taux de fiscalité suivants :
- taxe d'habitation : 8,50 % ;
- taxe foncière sur les propriétés bâties : 30,12 % ;
- taxe foncière sur les propriétés non bâties : 41,58 % ;
- taxe additionnelle à la taxe foncière sur les propriétés non bâties : 0,00 % ;
- cotisation foncière des entreprises : 0,00 %.

Chiffres clés Revenus et pauvreté des ménages en 2021 : médiane en 2021 du revenu disponible, par unité de consommation : 24 750 €.

## Population et société

### Démographie

#### Évolution démographique
L'évolution du nombre d'habitants est connue à travers les recensements de la population effectués dans la commune depuis 1890. Pour les communes de moins de 10 000 habitants, une enquête de recensement portant sur toute la population est réalisée tous les cinq ans, les populations de référence des années intermédiaires étant quant à elles estimées par interpolation ou extrapolation. Pour la commune, le premier recensement exhaustif entrant dans le cadre du nouveau dispositif a été réalisé en 2005.

En 2022, la commune comptait 923 habitants, en évolution de +0,44 % par rapport à 2016 (Bas-Rhin : +3,17 %, France hors Mayotte : +2,11 %).
| 1890 | 1895 | 1900 | 1905 | 1910 | 1921 | 1926 | 1931 | 1936 |
| ---- | ---- | ---- | ---- | ---- | ---- | ---- | ---- | ---- |
| 345  | 413  | 414  | 451  | 472  | 520  | 679  | 822  | 817  |

| 1946 | 1954 | 1962 | 1968 | 1975 | 1982 | 1990 | 1999 | 2005 |
| ---- | ---- | ---- | ---- | ---- | ---- | ---- | ---- | ---- |
| 693  | 816  | 774  | 778  | 772  | 776  | 825  | 828  | 859  |

| 2006 | 2010 | 2015 | 2020 | 2022 | - | - | - | - |
| ---- | ---- | ---- | ---- | ---- | - | - | - | - |
| 867  | 968  | 919  | 925  | 923  | - | - | - | - |

### Enseignement
Établissements d'enseignements :
- École maternelle et primaire[49],[50],[51],
- Collèges à Soultz-sous-Forêts, Walbourg, Wœrth, Mertzwiller, Reichshoffen,
- Lycées à Walbourg, Haguenau.

### Santé
Professionnels et établissements de santé :
- Médecins à Merkwiller-Pechelbronn, Surbourg, Soultz-sous-Forêts, Goersdorf, Lampertsloch,
- Pharmacies à Merkwiller-Pechelbronn, Soultz-sous-Forêts, Woerth, Lembach,
- Hôpitaux à Lobsann, Goersdorf, Haguenau.

### Cultes
- Culte catholique, communauté de paroisses catholiques de Soultz-sous-Forêts[53], diocèse de Strasbourg,
- Culte protestant[54].

## Économie

### Entreprises et commerces

#### Agriculture
- Ferme Schiellein.
- Culture et élevage associés.
- Élevage de chevaux et d'autres équidés.
- Culture de fruits à pépins et à noyau.

#### Tourisme
- Restauration[55].
- Hôtellerie[56] :

Chambres d'hôtes,
Gîtes ruraux,
Hôtels.

#### Commerces
- Commerces de proximité[57].
- Confiserie Laura-Valentine

## Culture locale et patrimoine

### Lieux et monuments

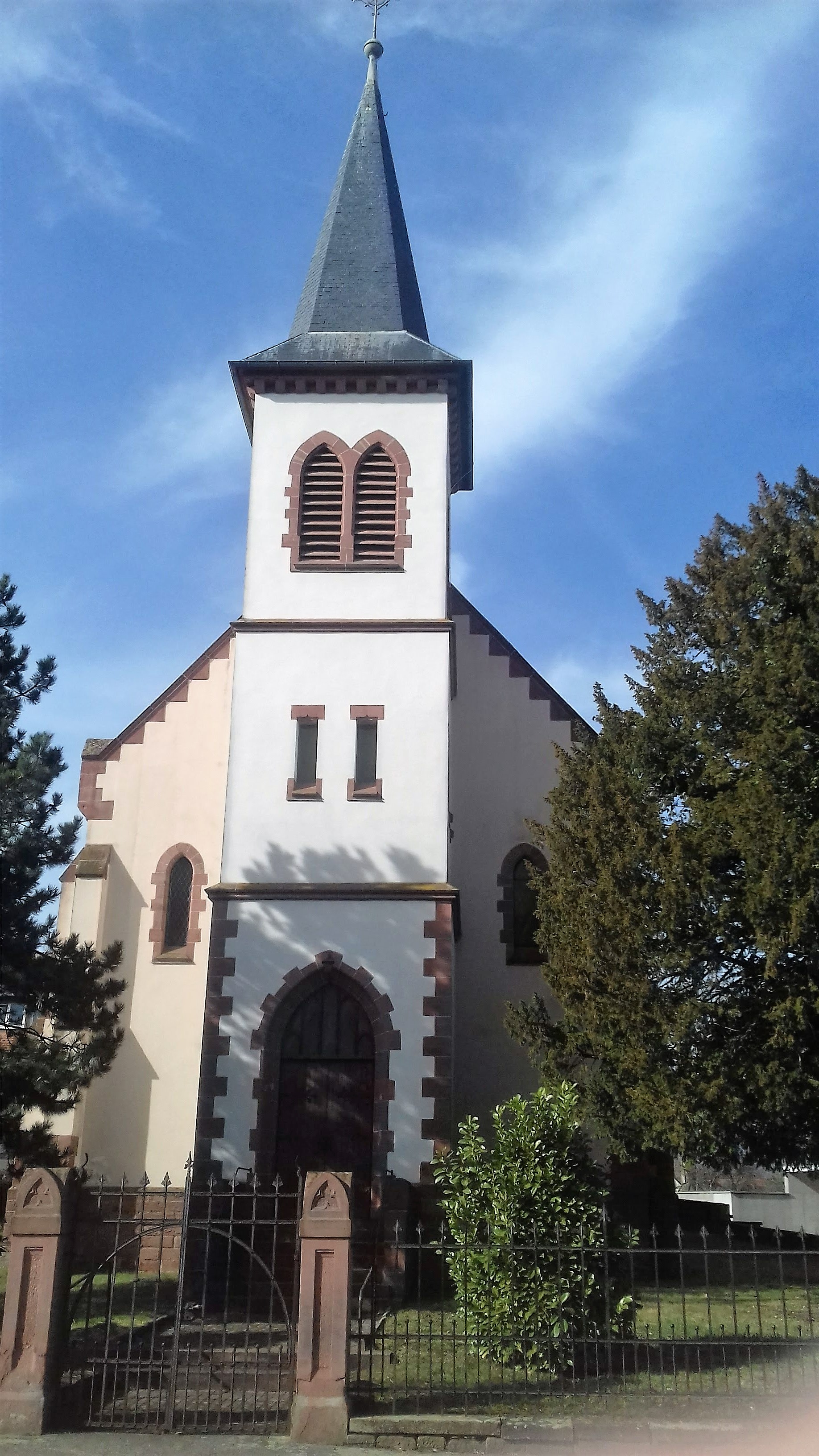
Église protestante.
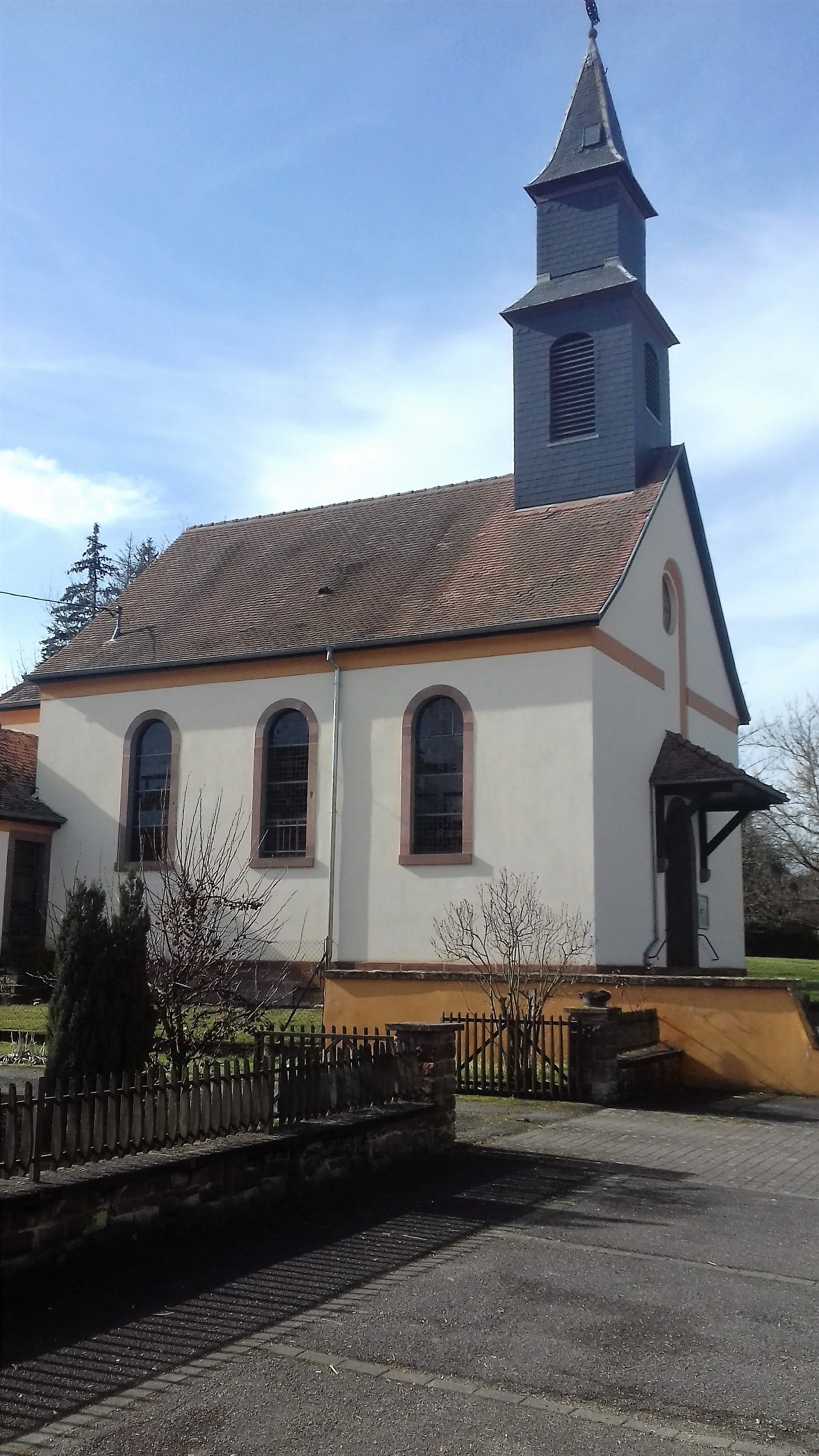
Église paroissiale Sainte-Barbe.
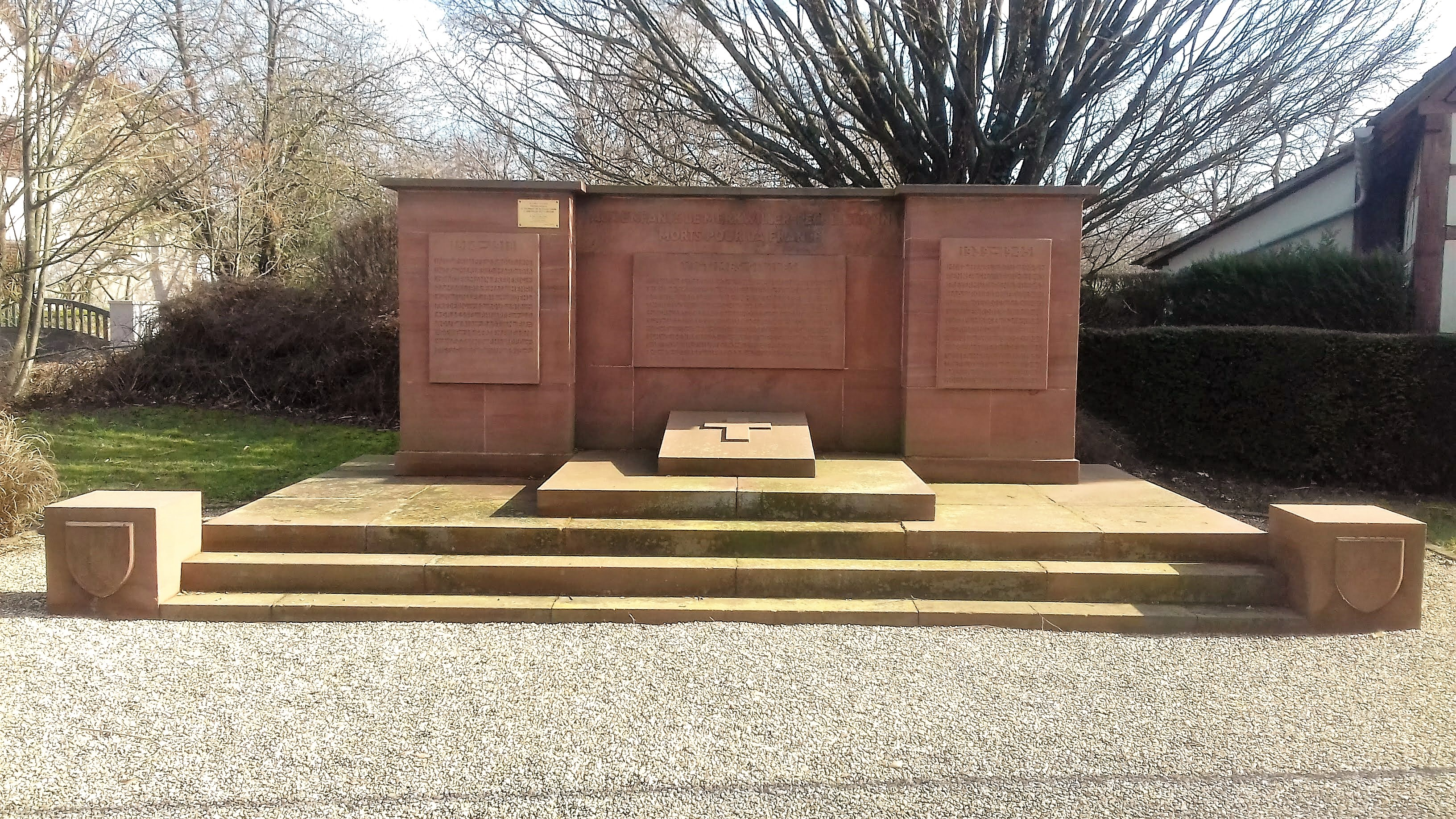
Monument aux morts.

Le patrimoine religieux :
- Le temple de Pechelbronn[58],[59],

et son orgue de 1905 réalisé par la manufacture d'orgue Link (orgue), ;
- L'église paroissiale Sainte-Barbe[62],

Statue de procession Immaculée Conception,
et son orgue en tribune d'Edmond-Alexandre Roethinger, ;
- Le monument aux morts[66],[67].

Autres sites et patrimoines :

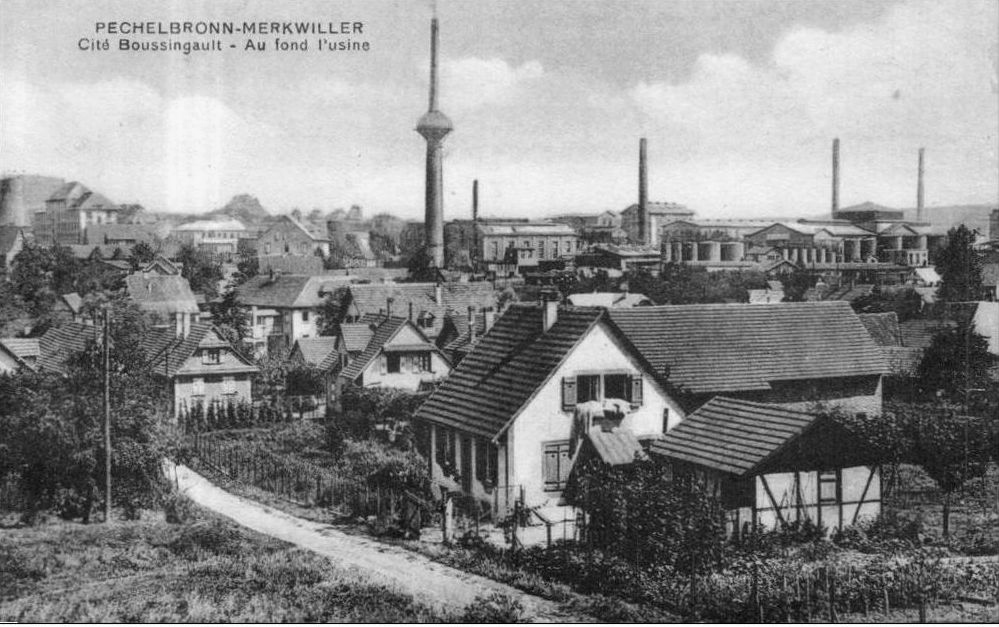
L'exploitation de pétrole de Pechelbronn.
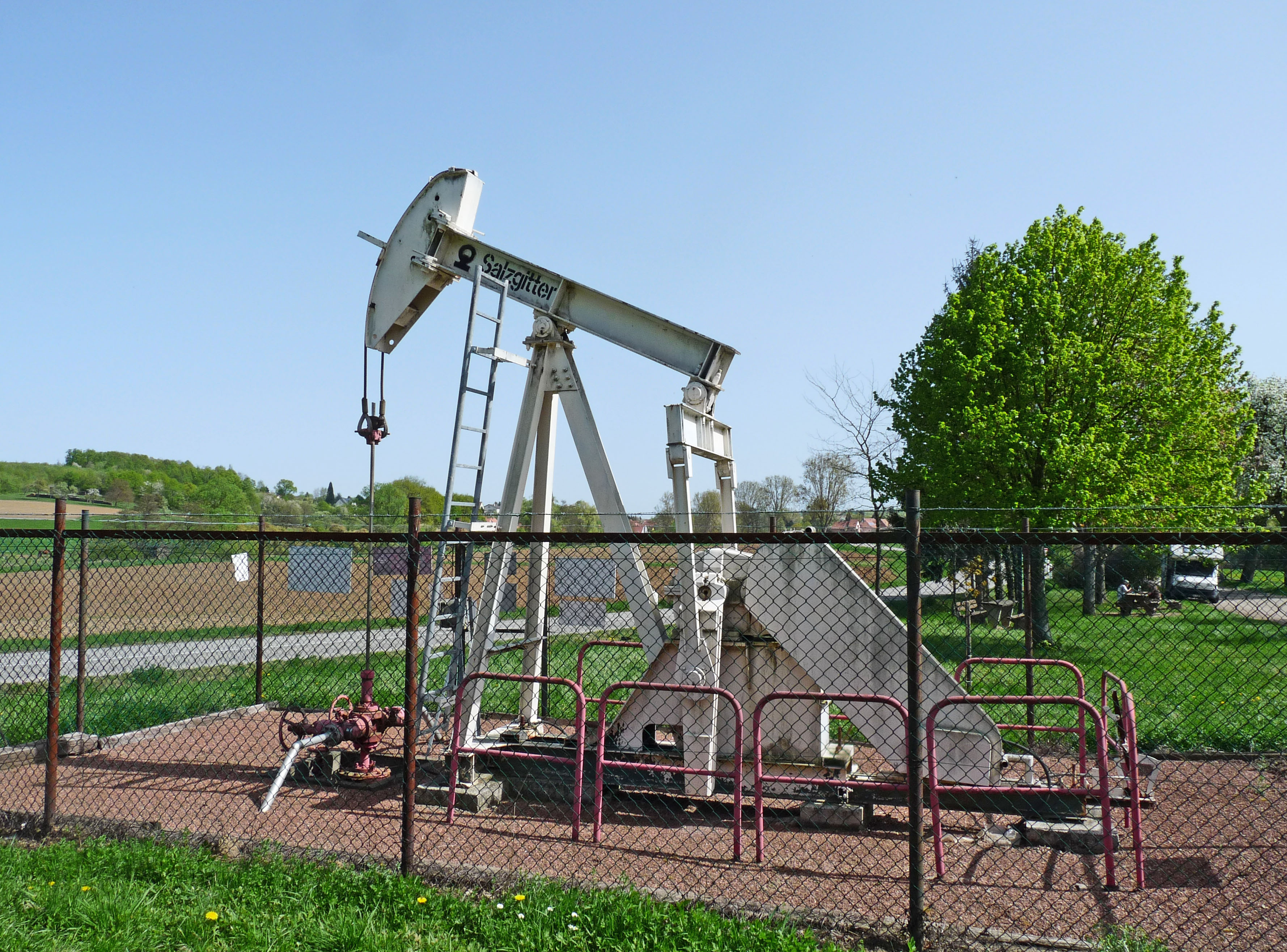
Pompe à pétrole Salzgitter AG.
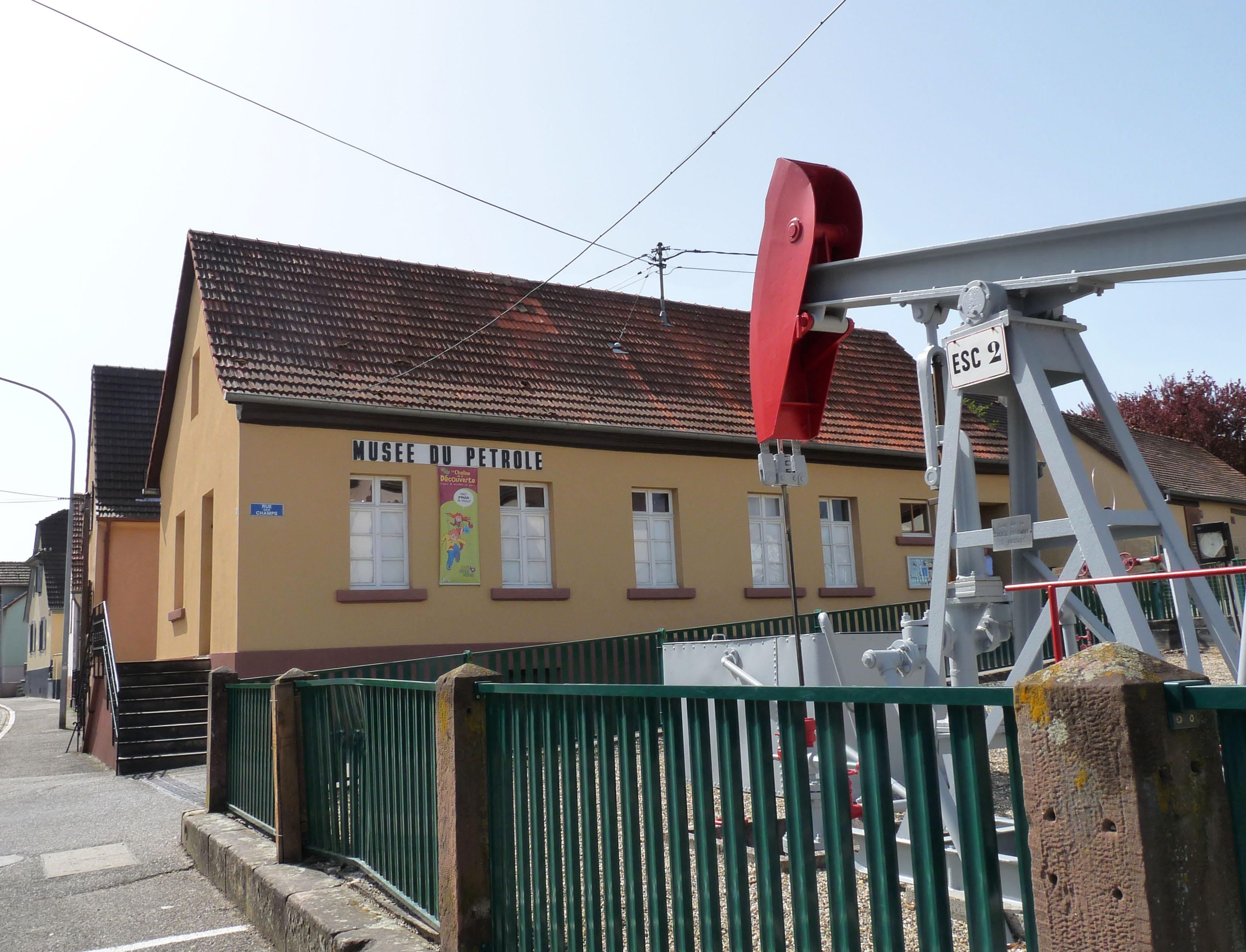
Le musée.
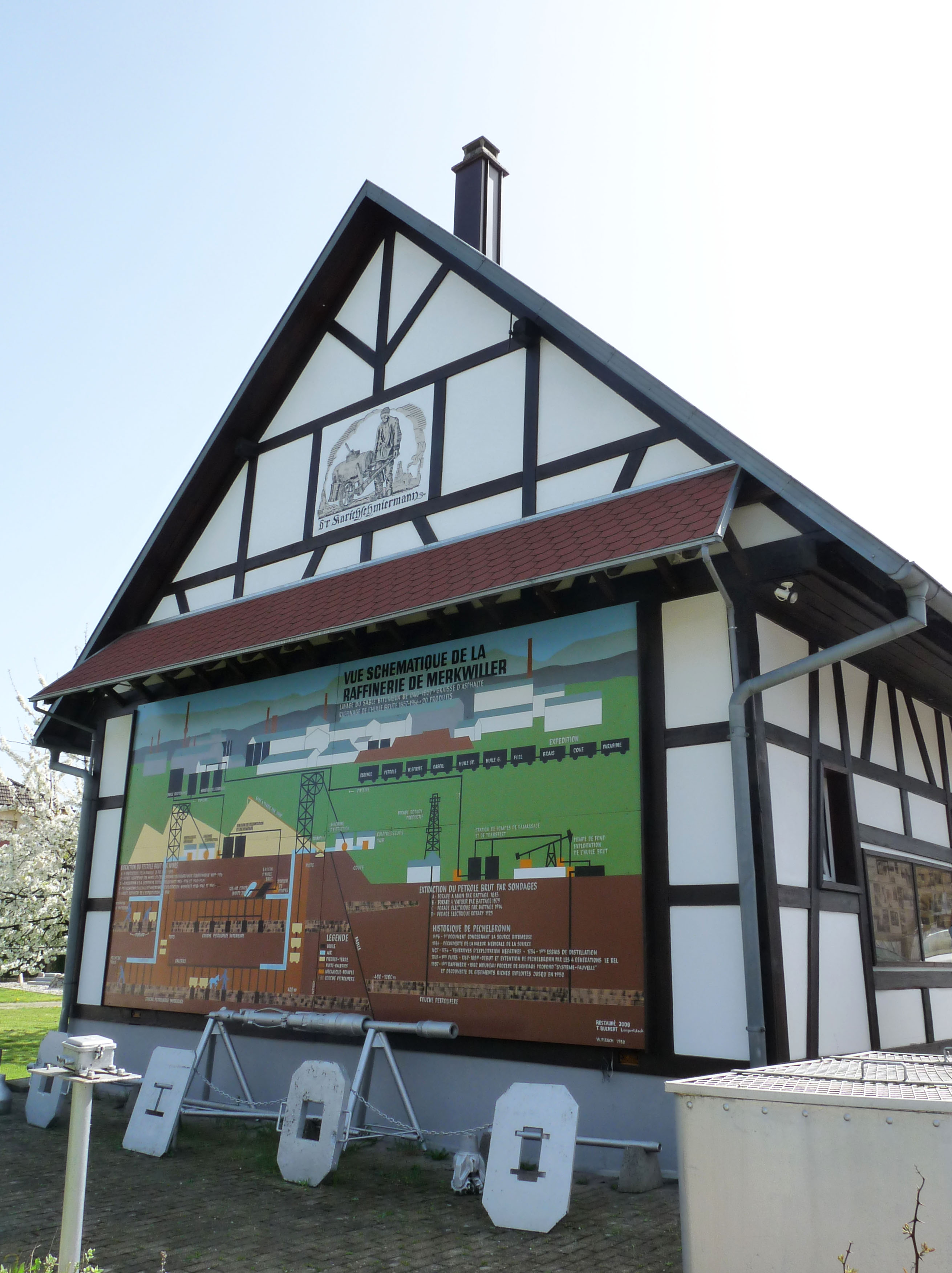
Une fresque.
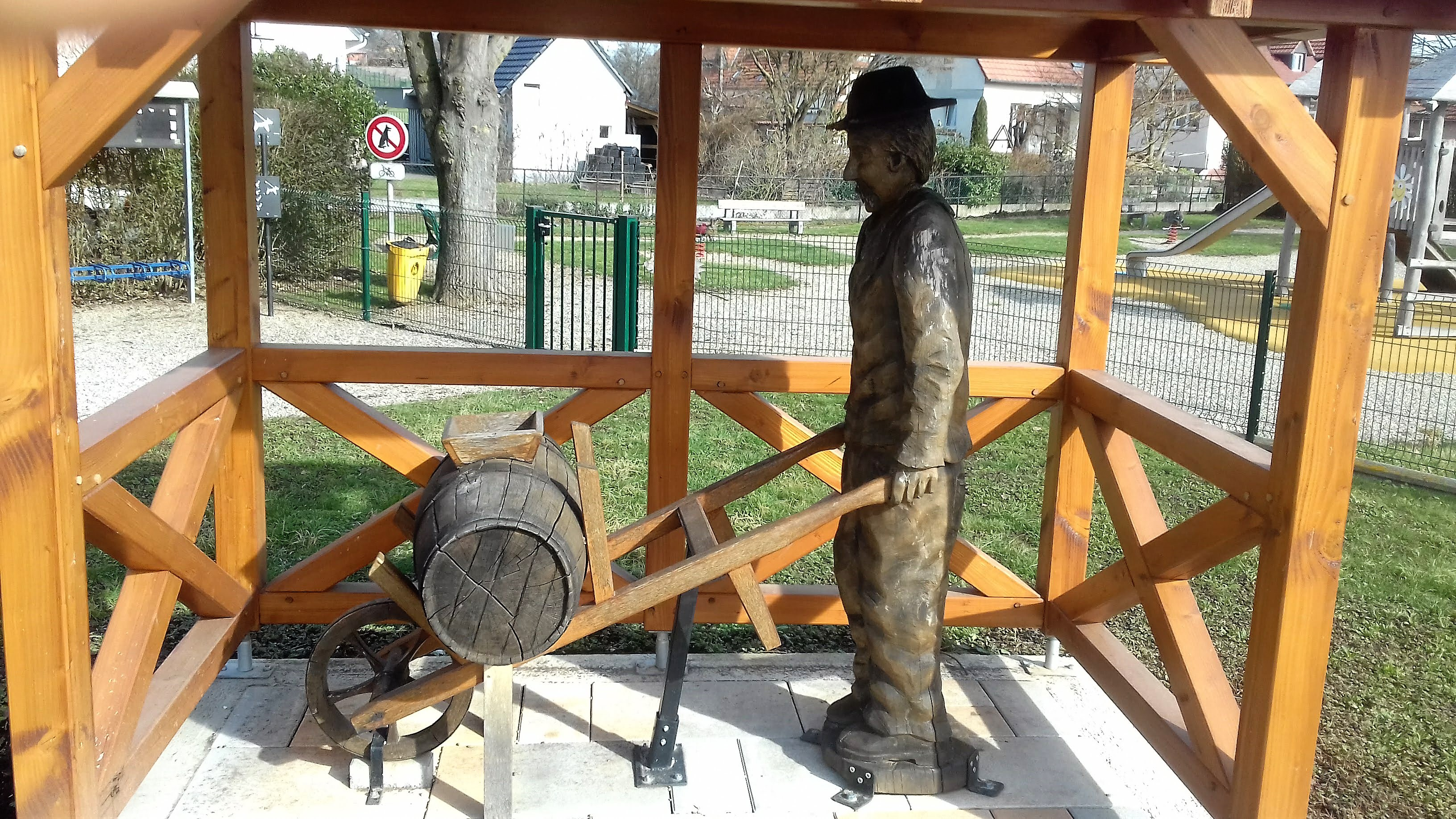
Monument du Karichschmiermann[68].
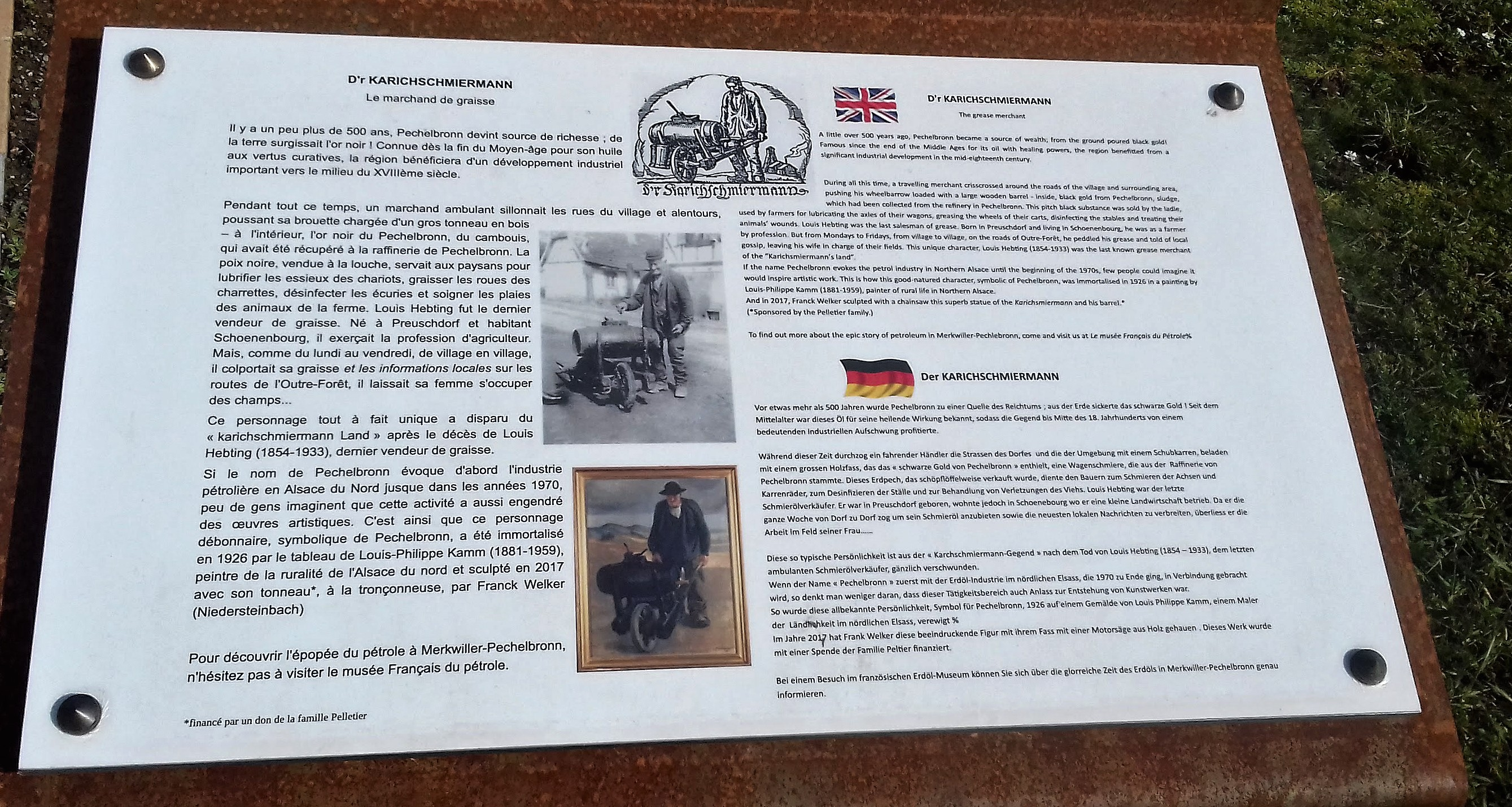
Plaque signalétique du Karichschmiermann.
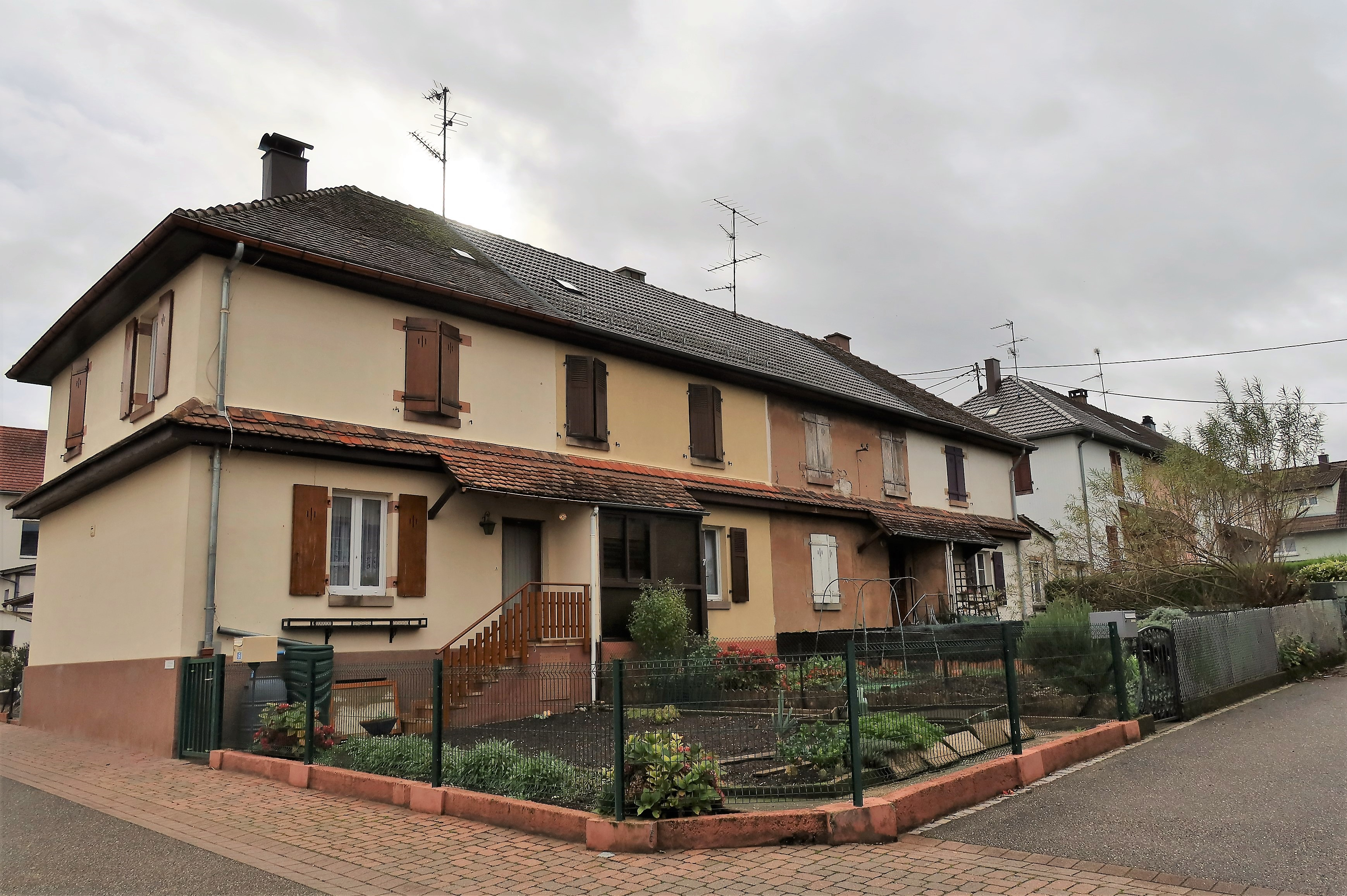
Cité Boussingault[69].

- Le Musée du pétrole ;

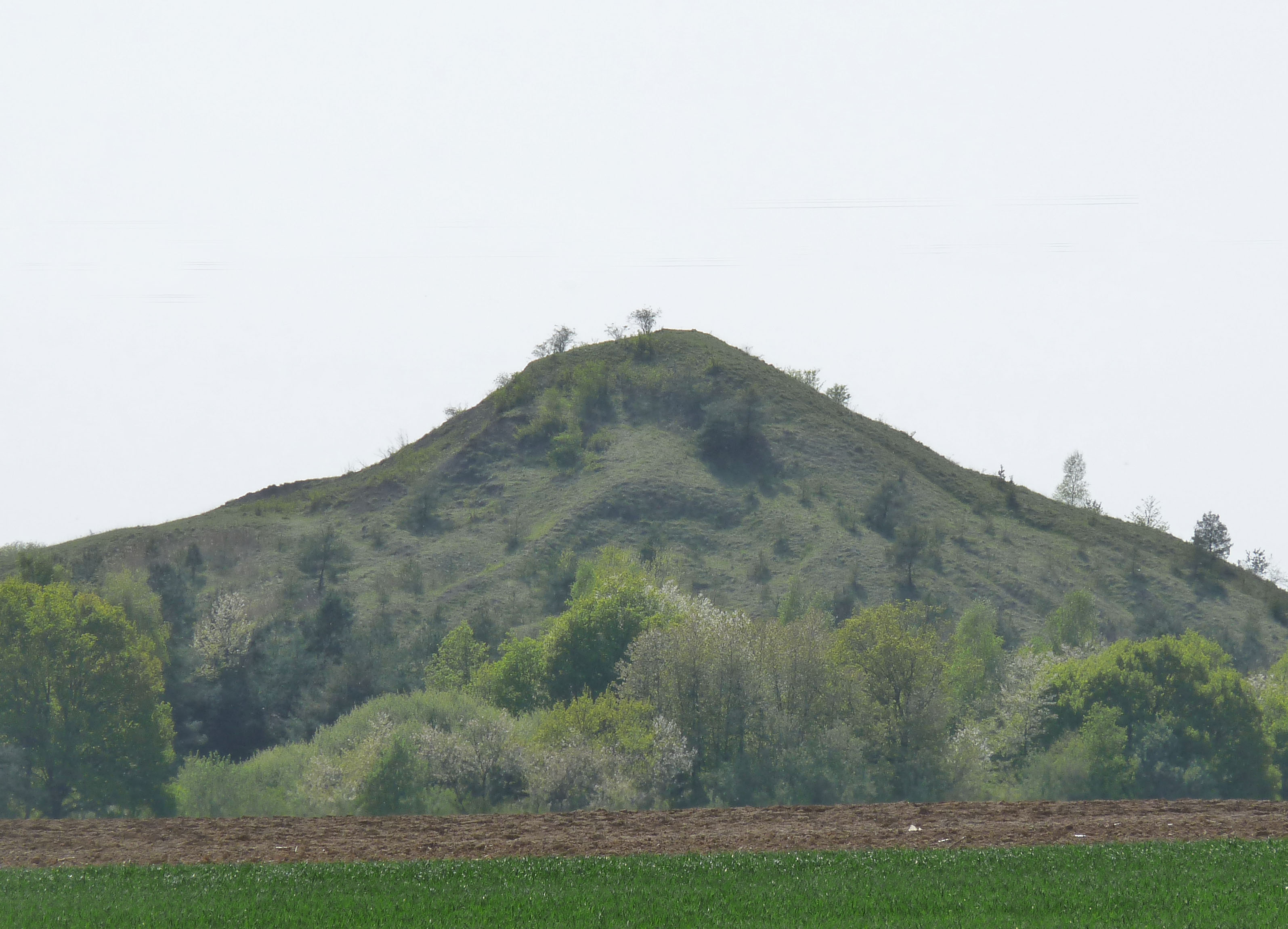
Un terril.

- Les vestiges miniers dont un grand terril[34] ;
- Demeure dite le Casino[70],[71].
- Maisons et fermes recensées par le Service régional de l'Inventaire général du patrimoine culturel[72],[73],[74],[75].
- Ancien moulin[76].

### Personnalités liées à la commune
- Joseph Achille Le Bel
- Jean Baptiste Boussingault

### Héraldique
| Blason de Merkwiller-Pechelbronn | Blason  | De gueules à la bande d'argent, côtoyée de deux cotices flammées du même, accompagnée en chef d'une lettre M et en pointe d'une lettre P onciales d'or Villes, villages et familles . |
| Blason de Merkwiller-Pechelbronn | Détails | |